# Puerta Sempione

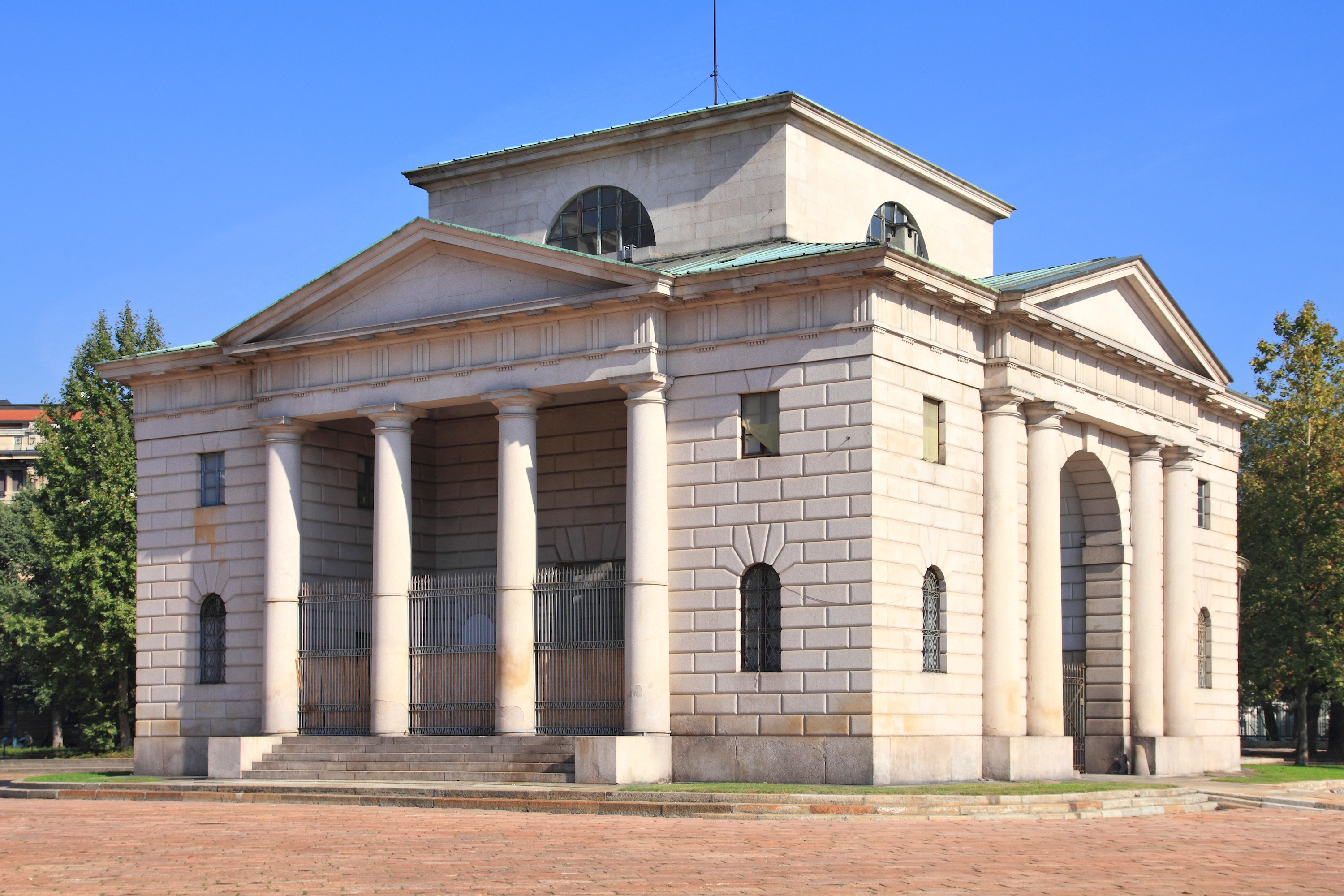
Una de las casas de aduanas, parte del conjunto de la puerta Sempione

La puerta Sempione (en italiano: Porta Sempione) es una puerta de la ciudad de Milán, Italia, cuyo motivo principal es el arco della Pace (arco de la Paz), un arco de triunfo datado del siglo XIX (período napoleónico), y que cuenta con dos edificaciones adicionales a ambos lados del arco, también de la misma época. Sus orígenes se pueden rastrear a una puerta mucho anterior al actual arco de la Paz, de la época romana, en las murallas de Milán. El nombre puerta Sempione se aplica al conjunto arquitectónico en su totalidad, tanto el arco como las otras edificaciones y la zona circundante.

## Etimología
La puerta recibe su nombre de la strada del Sempione, inaugurada por Napoleón Bonaparte en 1801, que conectaba Milán con París a través del paso del Simplón, en Suiza (donde se encuentra el hospicio de Napoleón). El nombre italiano del paso (o puerto) es Passo del Sempione, que daba el nombre al estratégico camino, que empezaba a la salida de Milán, en la que a su vez pasaría a nombrarse puerta Sempione. A diferencia del nombre de la strada (en uso hasta hoy, dividida en carreteras nacionales), que tiene su versión española, el nombre de la puerta no se suele traducir.
Popularmente, el nombre de la puerta representa también al distrito donde está ubicada, parte de la Zona 1 di Milano que corresponde al casco antiguo de la ciudad, incluyendo a la avenida principal, Corso Sempione, que era en su origen el primer tramo de la strada del Sampione.

## Arquitectura

#### Arco della Pace
Se trata de un arco neoclásico de 25 metros de altura y 24 de ancho, decorado con bajorrelieves, estatuas y columnas corintias. Bajorrelieves y estatuas están confeccionados de materiales varios, que incluyen el mármol, el bronce, la madera y el estuco.
Muchas de las decoraciones, especialmente los bajorrelieves, retratan algunos de los eventos más importantes de la historia italiana y europea, como la batalla de Leipzig, la creación del reino lombardo-véneto o el congreso de Viena. Otros ornamentos representan a clásicas figuras mitológicas como Marte, Ceres, Minerva, Apolo y Victoria-Nike. Un conjunto de estatuas representan alegorías de los principales ríos del norte de Italia, como el Po, el Adigio o el Tesino.

#### Casas de aduanas
Como otras puertas de Milán de la época, entre ellas la Porta Garibaldi, la puerta cuenta a ambos lados del arco con dos edificaciones neoclásicas rectangulares de mitades del siglo XIX que servían de oficinas de aduana.

## Historia
La antigua puerta que según investigaciones podría corresponder a la actual Porta Sempionem, que formaba parte de las murallas romanas de Milán, se llamaba Porta Giovia (en español, Puerta de Júpiter) y estaba ubicada en el extremo de la actual Via San Giovanni sul Muro. En el período romano dicha puerta tenía el objetivo de controlar un importante camino que llevaba a la actual Castelseprio. Muy poco ha sobrevivido de la estructura romana, algunas de las lápidas romanas que se colocaban a las afueras de la muralla fueron reutilizadas más tarde para la construcción de distintos edificios, como la Basílica de San Simpliciano en el Corso Garibaldi, erigida ya en el siglo III con el nombre de Basilica virginum (su nombre a lo largo de la época paleocristiana).
Durante la Edad Media parte de la muralla romana, incluida la Porta Sempione, fue adaptada para encajar en la que se consideraba entonces la nueva muralla, siendo reubicada más hacia el norte, en el lugar donde actualmente se encuentra el castillo Sforzesco erigido en el siglo XV bajo el duque Filippo Maria Visconti, formando la restaurada puerta parte del castillo a partir de ese momento.
En 1807, formando Milán parte del recién renombrado Reino de Italia bajo Napoleón, fue erigido el arco de la Paz (por entonces aún llamado Porta Giovia), proyectado y realizado por el arquitecto Luigi Cagnola. Esta nueva puerta marcaba el punto de entrada en Milán de la nueva y estratégica Strada del Sempione, que conectaba Milán con París a través del paso del Simplón. Con la caída del napoleónico Reino de Italia y la conquista de Milán por el Imperio Austriaco, las obras de construcción de la puerta, que aún no se habían finalizado, fueron abandonados por un tiempo.
La construcción del arco fue retomada por el mismo Cagnola en 1826, esta vez a instancias del emperador Francisco II de Habsburgo-Lorena, quien había dedicado el monumento al congreso de Viena. Tras la muerte de Cagnola en 1833, el proyecto fue retomado por Francesco Londonio y Francesco Peverelli, siendo finalizadas las obras en 1838, más de tres siglos después de su comienzo.
Durante el siglo XIX, la puerta protagonizó algunos de los eventos que marcaron ese período de la historia de Milán. El 22 de marzo de 1848, el ejército austriaco, comandado por Joseph Radetzky, emprendió su retirada de la ciudad a través de la Porta Giovia tras ser derrotado en la sublevación de las Cinco jornadas de Milán. El 8 de junio de 1859, cuatro días después de la batalla de Magenta, Napoleon III y Víctor Manuel entraron triunfantes en Milán por la esta puerta, confiriéndole el nombre de Arco de la Paz.
Muchos artistas han colaborado en la construcción y diseño del arco-puerta a lo largo de su historia, entre los cuales figuran Pompeo Marchesi, Luigi Acquisti, Grazioso Rusca, Luigi Buzzi Leone, Giovanni Battista Comolli, Luigi Marchesi, Nicola Pirovano, Francesco Peverelli, Benedetto Cacciatori, Giovanni Antonio Labus, Claudio Monti, Gaetano Monti, Camillo Pecetti, Antonio Pasquali, Giovambattista Perabò, Angelo Pizzi, Grazioso Rusca, Girolamo Rusca y Francesco Somaini.

## Ubicación
La puerta está ubicada en el centro de la plaza homónima (Piazza Sempione), adyacente al también homónimo parque Sempione, de los principales parques de la ciudad de Milán con 386 000 m² de extensión, cuya proyección en 1890 entrañaba el requisito de contar con una vista panorámica que abarcaría tanto la puerta Sempione como el castillo Sforzesco, y por ende también de las demás emblemáticas edificaciones que se encuentran en su perímetro.